# موزه ملی کویت
موزه ملی کویت (به عربی: متحف الكويت الوطني) (به انگلیسی: Kuwait National Museum) یک موزه ملی در کشور کویت است که در شهر کویت قرار دارد.

این موزه در سال ۱۹۸۳ میلادی بنا شده و توسط میشل ایکوچارد معمار فرانسوی طراحی شده است. این موزه شامل ۵ ساختمان است که در سرتاسر یک باغ مرکزی قرار دارند. این ساختمان‌ها توسط گذرگاه‌های مرتفع به هم متصل شده‌اند.

از سال ۲۰۱۴ میلادی این موزه بلا استفاده عنوان شده است.